# Jenseits der Mauer
Jenseits der Mauer ist ein deutscher Fernsehfilm, der 2009 vom WDR und NDR produziert wurde. Der Großteil des Films spielt im Jahre 1989, kurz vor der Maueröffnung der DDR.

## Handlung
Im September 1974 versuchen Ulrich und Heike Molitor am Grenzübergang Helmstedt-Marienborn mit gefälschten Personalausweisen in die Bundesrepublik Deutschland auszureisen, wobei sie ihre beiden Kinder Klaus und Miriam im Kofferraum ihres Fahrzeugs versteckt haben. Als ein Grenzer misstrauisch wird, versucht das Ehepaar erfolglos, gewaltsam von dem Kontrollgelände zu entkommen. Das Ehepaar wird zu sechs Jahren Haft verurteilt; alternativ steht die Möglichkeit offen, in die Bundesrepublik auszureisen, die Tochter Miriam jedoch als Adoptivkind zurückzulassen. Die Familie entscheidet sich für diese Möglichkeit. Unter dem Namen Rebecca wird das Baby von Frank und Susanne Pramann in Leipzig adoptiert.
Im Februar 1989 lernt Rebecca auf einer öffentlichen Feier die beiden Jungen Nils und Victor kennen. Victor ist bei den Grenztruppen beschäftigt, was seine Erfahrungen mit der Mauer empfindlich geprägt hat.
Inzwischen versuchen die leiblichen Eltern Rebeccas, sie per Post zu kontaktieren, die Stasibeamte Brigitte Schröder fängt jedoch alle Briefe an sie ab, bis sie selbst die Zwänge und Ungerechtigkeiten der DDR erkennt und sich in einem Brief Rebeccas Eltern offenbart.
So erfährt Rebecca von ihren leiblichen Eltern, die jedoch aufgrund ihrer Flucht aus der DDR 1974 dort nicht einreisen dürfen. Der Sohn Klaus jedoch kann legal einreisen. Mithilfe des Schreibens von Brigitte Schröder findet er Rebecca in Leipzig. Inspiriert von Klaus’ Besuch möchte Rebecca mit ihrem Freund Victor die Grenze zur Bundesrepublik überwinden. Dieser lehnt zunächst ab. Am selben Abend gibt Günter Schabowski den Mauerfall bekannt, doch zu diesem Zeitpunkt jedoch sind Rebecca und Victor schon aufgebrochen. Im Fernsehen erkennt Klaus Molitor Rebecca, wie sie in den Volksmassen den Grenzübergang Bornholmer Straße überquert. Er und seine Eltern machen sich sofort auf, um sie in West-Berlin zu begrüßen. Nun können sich auch ihre leiblichen Eltern mit den Adoptionseltern treffen. Offen bleibt, bei welchen Eltern – und somit auch, in welchem Staat – Rebecca bleibt.

## Kritik
„(Fernseh-)Drama und emotionale Familiengeschichte, die streckenweise zu glatt und austauschbar ein Stück deutsch-deutscher Geschichte aufarbeitet, insgesamt aber doch recht intensiv und ohne moralische Empörung vom verbrecherischen Charakter der sozialistischen Aktendeckel-Diktatur auf deutschem Boden erzählt.“

## Eindrücke der Darsteller
„Das emotionale Gefängnis, in das das Ehepaar Molitor durch den Verlust der Tochter gerät, das quälende Schuldgefühl nachzuvollziehen, empfand ich als spannende schauspielerische Aufgabe. Außerdem gefiel mir, dass dieses Ensemble-Stück Zeitgeschichte anhand verschiedenster Schicksale erzählt.“

„Wir haben so viele verändernde und einschneidende Erlebnisse in der deutschen Geschichte, die bis heute nachwirken und verarbeitet werden – die wollen und müssen erzählt sein.“